# Pinball Construction Set
Pinball Construction Set (PCS) ist ein Computerspiel von Bill Budge (BudgeCo), das von der US-amerikanischen Firma Electronic Arts veröffentlicht wurde. Der Flippersimulation erschien 1983 für den Heimcomputer Apple II und wurde später auch für andere Computer wie zum Beispiel den Atari 800, den Commodore 64 und PCs mit dem Betriebssystem DOS veröffentlicht.

## Spielprinzip
Mit dem Pinball Construction Set haben die Nutzer die Möglichkeit, ihren eigenen Flipperautomaten als Computerspiel zu entwerfen. Dazu wählen sie aus einer vorgegebenen Auswahl an Elementen für den Flipper mehrere aus und platzieren sie auf einem virtuellen Flippertisch auf dem Bildschirm. Weiterhin kann der Spieler Faktoren wie die Schwerkraft, die auf den Flippertisch einwirkt, oder andere physikalische Eigenschaften beeinflussen. Die Spieler können ihren fertig erstellten Flipper zusammen mit selbst erstellten grafischen Elementen auf Disketten abspeichern und an andere Spieler verteilen.

## Entwicklungs- und Veröffentlichungsgeschichte
Die Apple-II-Version des Spiels wurde im November 1982 durch BudgeCo veröffentlicht. In der Folge schloss die Firma ein Abkommen mit Electronic Arts, das ab 1983 die Vertriebsrechte für die Apple-Version sowie für alle Portierungen auf andere Systeme übernahm.
Electronic Arts brachte nach dem Erfolg auch noch die Programme Music Construction Set, Adventure Construction Set und Racing Destruction Set auf den Markt.

## Rezeption
Für die Happy Computer wertete Boris Schneider, dass jeder Spieler mit dem Pinball Construction Set seinen auf ihn zugeschnittenen Traumflipper erstellen könne. Schneider lobte die Anzahl verwendbarer Elemente, kritisierte aber, dass das Spiel mit zunehmender Komplexität des Flippers langsamer werde. In Summe sei Pinball Construction Set „ein hervorragendes Beispiel eines Construction Sets“. Der Umfang sei gewaltig, das Spiel dennoch leicht zu bedienen. Es sei mehr als nur ein Computerspiel, da der Benutzer selbst kreativ werde. Pinball Construction Set setze dabei neue Maßstäbe.
Das US-Magazin Computer Gaming World lobte die Steuerung des Programms. Redakteur John Besnard wies darauf hin, dass die Piktogramme des Bedienkonzepts, die er mit Hieroglyphen verglich, intuitiv erfassbar seien und so Sprach- und Altersbarrieren überwinden; Besnards achtjähriger Sohne habe problemlos eigene Flippertische entwerfen können. Durch die Masse an Bedienelementen lasse das Programm so wie bei allen anderen Spielen von Bill Budge keine Wünsche offen. Besnard kritisierte kleinere Abweichungen von realer Flipperphysik sowie das mit nur neun Seiten zu kurz gehaltene Handbuch. Dasselbe Magazin kritisierte zwei Monate später die Atari-Portierung des Spiels, da sie auf der Apple-II-Version des Spiels aufbaue und die erweiterten Möglichkeiten des Atari nicht nutze.
Neuartig war die Drag-and-Drop-Benutzersteuerung, die 1983 noch keinen Einzug in die Betriebssysteme der Zeit Einzug erhalten hatte. Pinball Construction Set stellte ein neues Genre der Computerspiele dar. Erstmals konnten Spieler User-generated content erzeugen und auf Diskette abspeichern.